# Mylabrini
Mylabrini — триба жуков семейства нарывников.

## Описание
Усики сильно утолщены к вершине. Мандибулы асимметричные: правая мандибула с грубой выемкой и зубцом впереди неё. Рисунок надкрылий характерный: с чёрными или металлического цвета пятнами или поперечными перевязями  на светлом — красный и его оттенки — фоне, лишь изредка пятна редуцируются или полностью вытесняют светлый пигмент.

## Систематика
В составе трибы:
- Actenodia
- Ceroctis
- Croscherichia
- Hycleus
- Lydoceras
- Mimesthes
- Mylabris
- Paractenodia
- Pseudabris
- Semenovilia
- Xanthabris